# Michael Crawford (Historiker)
Michael Hewson Crawford FBA (* 7. Dezember 1939 in Twickenham) ist ein britischer Althistoriker und Numismatiker. Er ist der Verfasser des Standardwerkes zur Münzprägung der römischen Republik, Roman Republican Coinage (RRC).
Michael Crawford wurde an der St Paul’s School und am Oriel College in Oxford unterrichtet. Er wurde Fellow am Christ College in Cambridge im Jahre 1964. Von 1969 bis 1986 war er Lecturer für Alte Geschichte. In den Jahren von 1986 bis 2005 lehrte er am University College London, wo er seit 2005 emeritiert ist. Seine wissenschaftlichen Arbeiten befassen sich mit der römischen Republik, dem Münzwesen der römischen Republik und den Quellen zur Alten Geschichte. Seit 1980 ist er Fellow der British Academy und seit 1995 Mitglied der Academia Europaea.

## Publikationen
- Roman Republican coin hoards. Royal Numismatic Society, London 1969.
- The Roman Republican Coinage. 2 Bände. Cambridge University Press, Cambridge u. a. 1974, ISBN 0-521-07492-4.
- Numismatics. In: Michael Crawford (Hrsg.): Sources for ancient history (= The sources of history. Studies in the uses of historical evidence.). Cambridge University Press, Cambridge u. a. 1983, ISBN 0-521-24782-9, S. 185–233.
- The Roman republic. Harvester Press/Humanities Press, Hassocks/Atlantic Highlands 1978, ISBN 0-85527-761-0 (In deutscher Sprache: Die römische Republik (= dtv. 4404). Deutscher Taschenbuch-Verlag, München 1984, ISBN 3-423-04404-7).
- mit David Whitehead: Archaic and classical Greece. A selection of ancient sources in translation. Cambridge University Press, Cambridge 1983, ISBN 0-521-22775-5.
- A catalogue of Roman Republican coins in the collections of the Royal Scottish Museum, Edinburgh. Royal Scottish Museum, Edinburgh 1984.
- Coinage and money under the Roman republic. Italy and the mediterranean economy (= The library of numismatics). Methuen, London 1985, ISBN 0-416-12300-7.
- mit Mary Beard: Rome in the late Republic. Problems and interpretations. Cornell University Press, Ithaca 1985, ISBN 0-8014-9333-1.
- mit Tim Cornell und John A. North: Art and production in the world of the Caesars. Olivetti, Mailand 1988 (bearbeitete deutsche Übersetzung: Kunst und Gewerbe in der römischen Welt. Bearbeitet und übersetzt von Hartmut Galsterer unter Mitwirkung von Brigitte Galsterer-Kröll. Olivetti, Mailand 1988).
- Roman Statutes (= Bulletin of the Institute of Classical Studies. Supplementband 64). 2 Teilbände, Institute of Classical Studies, London 1996, ISBN 0-900587-67-9 (Teilband 1) und ISBN 0-900587-68-7 (Teilband 2).
- als Herausgeber mit W. M. Broadhead und anderen: Imagines Italicae. A corpus of Italic inscriptions (= Bulletin of the Institute of Classical Studies. Supplementband 110). 3 Teilbände, Institute of Classical Studies, London 2011, ISBN 978-1-905670-30-7 (Teilband 1), ISBN 978-1-905670-35-2 (Teilband 2) und ISBN 978-1-905670-36-9 (Teilband 3).
- Aphrodisias XIII. Diocletian’s Edict of Maximum Prices at the Civil Basilica in Aphrodisias. Reichert, Wiesbaden 2023, ISBN 978-3-7520-0685-8.